# 顧文
顧文（？—？），明州鄞縣（今浙江宁波市）人，宋朝政治人物、詩人。

## 生平
宋徽宗崇寧五年（1106年），考中進士。政和二年（1112年），以國子监监正充任點檢試卷官。宋高宗建炎二年（1128年），任監察御史。以文学名于世，致仕回乡后与王珩、薛朋龟、汪思温、蔣璿结社唱和，世称“四明五老”，七十余岁仍在世。